# Euaspis erythros
Euaspis erythros is een vliesvleugelig insect uit de familie Megachilidae. De wetenschappelijke naam van de soort is voor het eerst geldig gepubliceerd in 1890 door Meunier.